# Marie Julie Bretschneider
Marie Julie Bretschneider (* 13. Januar 1998 in Bonn) ist eine deutsche Schauspielerin.

## Leben
Marie Julie Bretschneider wuchs in Bad Honnef am Rhein auf. Nach dem Abitur war sie 2017/18 für ein Jahr Mitglied des Theaterprojekts „Theater Total“ in Bochum, wo sie die Julia in Romeo und Julia spielte.
Von 2019 bis 2024 absolvierte sie ihr Schauspielstudium an der Hochschule für Musik und Darstellende Kunst in Frankfurt am Main und spielte in verschiedenen freien Theaterprojekten mit. In der Spielzeit 2022/23 war sie während ihres Studiojahres am Schauspiel Frankfurt engagiert. Sie arbeitete dort u. a. mit Robert Gerloff und Timofej Kuljabin. Zu ihren Rollen am Schauspiel Frankfurt gehörten Pokka in Wickie und die starken Männer (nach Runer Jonsson), die Kammerfrau in Macbeth und die Traumlena in Lena und Leonce. Ein Büchnerfragment (nach Georg Büchner). 
Seit 2024 arbeitet Bretschneider als freischaffende Schauspielerin am Theater, für Film- und Fernsehproduktionen sowie als Sprecherin im Hörfunk. In der Spielzeit 2024/25 gastierte sie am Theater Hagen als Katze Erika in Die Bremer Stadtmusikanten.
Seit 2014 hat sie auch in verschiedenen Kurzfilmprojekten mitgewirkt.

## Filmografie
- 2018: Der Lehrer (Fernsehserie, Folge: Wieso strahlst du wie'n Einhorn auf Heimaturlaub?)
- 2019: Einstein (Fernsehserie, Folge: Oxidation)
- 2020: 22.44.2020 (Kurzfilm)
- 2022: Vatersland
- 2023: Crash (Kurzfilm)
- 2023: Am Küchentisch (Kurzfilm, auch Drehbuch)
- 2023: Tatort: Erbarmen. Zu spät. (Fernsehreihe)
- 2025: Bis es blutet (Fernsehfilm)